# Символическая политика
Символи́ческая поли́тика — особый род политической коммуникации, нацеленной не на рациональное осмысление, а на внушение устойчивых смыслов посредством инсценирования визуальных эффектов (С. П. Поцелуев); это «деятельность политических акторов, направленная на производство и продвижение/навязывание определенных способов интерпретации социальной реальности в качестве доминирующих» (О. Ю. Малинова).
Символическая политика предполагает «сознательное использование эстетически-символических ресурсов власти для её легитимации и упрочения посредством создания символических «эрзацев» (суррогатов) политических действий и решений».

## История
Систематическое изучение концепта «символическая политика» началось с середины XX века. Концептуальную основу исследования этого феномена представляют книги известного американского политолога Мюррея Эдельмана. Эдельман определяет два главных субъекта символической политики: небольшие, но хорошо организованные группы, обладающие своими интересами, и большую, но плохо организованную массу политической публики. Главной заслугой Эдельмана считается определение исследовательского поля.
Другим известным исследователем является Ульрих Сарцинелли (нем.), считающий главным субъектом «символической политики» властную элиту. В функциональном отношении Сарцинелли определяет символическую политику как изобразительное средство визуализации политических особенностей, а также — как инструмент политического менеджмента. Определяя конструкцию «символического мира» Сарцинелли замечает, что в неё входят не только змблемы, значки и флаги, но и риторические приемы и стратегии, ритуалы и мифы.
Ещё одним заметным исследователем символической политики можно назвать Томаса Мейера (нем.), определившего три модели символического «инсценирования»: театральную, драматологическую и перформансную.
Особенным подходом к изучению символической политики принято считать культурно-антропологический, уделяющий большее внимание социально-психологическим аспектам символических актов. В отечественной науке такой подход развивает А.Л. Топорков.
Среди разработчиков концепции символической политики обязательно указать такие фигуры в американской и европейской науке, как: в США — Джордж Мосс, в Германии — А. Дёрнер, а во Франции — Р.-Ж. Шварценберг и П. Бурдьё.
Пьер Бурдьё называет символическую власть «квазимагической», т.е. способной через высказывание учреждать данность, «заставлять видеть и верить, утверждать или изменять видение мира и, тем самым, воздействие на мир».

## Варианты и формы
В современной политологической литературе описываются различные варианты и формы символической политики.
Томас Мейер выделяет три варианта:  «символическую политику сверху», «символическую политику снизу» и «символическую политику сверху и снизу одновременно».
1. Самыми известными формами «символической политики сверху» являются следующие: 1) символические акции, 2) символическое законодательство, 3) символическая персонализация и 4) символическая идеологизация. Наиболее рафинированной формой «символической политики сверху» выступает семантическая политика — оперирование символами в сфере политического языка, т.е. инсценирование смыслов и значений политических языковых символов.
2. Наиболее распространенной формой «символической политики снизу» выступает символическое нарушение общественных законов (акции гражданского неповиновения), а также символическое политическое участие, т.е. целенаправленное создание видимости политических действий.
3. Третий (по счету, но не по значению) вариант символической политики, осуществляемой одновременно и «сверху», и «снизу», представляет собой производимые (или поощряемые) властью мифы, ритуалы и культы, с которыми добровольно соглашаются подвластные массы.